# ガヤ (神)
ガヤ (Gaya) またはガヤー (Gayā) またはガヤースラ (Gayasura) は、インド神話に登場するアスラである。

## 解説
ガヤの物語は『ヴァーユ・プラーナ』に残っている。
ガヤはアスラにもかかわらずヴィシュヌを献身的に信仰し3000年もの間苦行したという。ガヤは強力な力を身に着け他の神々を圧倒するようになった。神々はヴィシュヌに、ガヤの苦行を止めてくれるよう懇願した。ヴィシュヌはガヤに、「苦行を止めるのならば何でも与えよう」と言った。するとガヤは、「自分の体をすべてのものより清浄にしてくれ」と言った。
望みが叶えられたが、ガヤがあまりにも純化されたため、ガヤに触れたものまで純化された。人間達は神々への祭祀をやめ、ガヤに触れることでブラフマーの天に登ろうとしてガヤの元へ殺到した。こうしてヤマ（閻魔）の世界に行く者がいなくなってしまった。罪人もいなくなったので、デーヴァの神々は彼らからの捧げものが受け取れなくなった。神々は困って、ヴィシュヌに再び相談した。ヴィシュヌはガヤの体を生贄にささげることを求めた。
ガヤはヴィシュヌの要求を受け入れ、コーラハラ山から投身自殺した。それでもまだガヤの体が動くため、ブラフマーがヤマに地獄のダルマシラーと呼ばれる「正義の石」を届けさせ、ガヤの頭上に置いた。さらに神々がガヤの上に載ったが、それでもガヤの動きは止まらなかった。ヴィシュヌがダルマシラーを棍棒で叩き割るとガヤの動きが止まったが、なおもガヤは生きていた。ガヤはヴィシュヌに、この地を自分にちなんだ名にすること、この地で祖先を供養する者は祖霊をブラフマーの不死の天に登らせること、その人自身も功徳を得られるようにすることを願った。ヴィシュヌがこれを承諾するとようやくガヤは眠りについたという。こうして、ガヤの純粋さはその土地でのみ人々に与えられることとなった。

## 地名の由来
インド・ビハール州の都市「ガヤー」の名は、アスラのガヤに由来しているという。ガヤーはラージギル（王舎城）の南に当たる。ヒンドゥー教7大聖地の1つで、毎年およそ20-30万もの信者が訪れるという。また、ガヤーはブッダガヤ（ボードガヤー）に近く、およそ11km離れている。